# Exit (película de 2019)
Exit (en hangul, 엑시트; RR: Eksiteu) es una película de comedia de acción de Corea del Sur estrenada en 2019, escrita y dirigida por Lee Sang-geun, y protagonizada por Jo Jong-suk e Im Yoon-ah. Narra la historia de un hombre que intenta retomar el contacto con la mujer de la que estuvo enamorado en su juventud, pero después de una serie de sucesos terminan los dos tratando de escapar de un misterioso gas blanco que se esparce por Seúl.
Exit se estrenó en Corea del Sur el 31 de julio de 2019. Se consideró un éxito de taquilla al ganar más de 69,5 millones de dólares estadounidenses en todo el mundo, cantidad con la que se convirtió en la tercera película nacional más taquillera de Corea del Sur en dicho año. Exit también fue la tercera película nacional más vista de Corea del Sur, donde al término de su presencia en pantalla había vendido más de 9,4 millones de entradas.
En Exit Im Yoon-ah interpreta su primer personaje protagonista en una película; es su segunda aparición en cine después de un papel secundario en Confidential Assignment en 2017. Exit es también el primer largometraje dirigido por Lee Sang-geun.

## Argumento
Yong-nam (Jo Jong-suk) fue uno de los mejores escaladores de roca en sus años universitarios, pero ahora es un hombre adulto, que no tiene trabajo y se ve obligado a vivir con sus padres. Su hermana mayor, Jung-hyun, que le recuerda constantemente su situación, lo insta a arreglarse y causar una buena impresión en las próximas festividades del 70.º cumpleaños de su madre.
Yong-nam insiste en que deberían celebrar el cumpleaños en el Jardín de las Nubes; él sabe que la que fue su amor de juventud y compañera de escalada Eui-joo (Im Yoon-ah) está trabajando allí. Yong-nam finge sorpresa al ver a Eui-joo y, para impresionarla, le miente y le dice que ahora tiene, para estupor de ella, una carrera exitosa.
Mientras tanto, un terrorista aparca un camión cerca del Jardín de las Nubes y libera un gas blanco tóxico. Rápidamente se extiende por la zona, provocando un caos enorme en la ciudad. Al mismo tiempo, Eui-joo descubre a través de una llamada telefónica de un amigo cercano que Yong-nam le había mentido sobre su trabajo y siente curiosidad por saber el motivo. Sin darse cuenta de lo que está sucediendo afuera, la familia de Yong-nam se sorprende al ver el gas blanco y Eui-joo los insta a regresar al Jardín de las Nubes; pero Jung-hyun tropieza y es alcanzada rápidamente por el gas.
Para ponerse a salvo a sí mismos y a Jung-hyun, todos suben a la terraza, pero descubren con horror que la puerta de acceso está cerrada. Yong-nam rompe una ventana y salta al edificio adyacente. Con la única ayuda de un arnés improvisado, logra escalar el Jardín de las Nubes y llegar a la terraza, donde abre la puerta para su familia. Una vez todos juntos logran llamar a un helicóptero de rescate que pasa con señales SOS. Sin embargo, Yong-nam y Eui-joo no pueden subir al helicóptero porque este no puede llevar tanto peso. Debido al aumento del gas, se ven obligados a envolverse en equipo de seguridad improvisado y abandonar el Jardín de Nubes para buscar un lugar más alto.
Cuando logran encontrar un edificio adecuado, hacen señales a otro helicóptero que pasa. Sin embargo, al ver a un grupo de estudiantes atrapados en un edificio frente a ellos, redirigen el helicóptero hacia los estudiantes y lejos de ellos. Poco después estalla una estación de servicio cerca del camión y provoca una nueva ola de gas tóxico, lo que los obliga a abandonar el edificio antes de que puedan ser rescatados.
Tras los dos rescates fallidos, Yong-nam y Eui-joo se dan cuenta de que la única forma de escapar del gas es subir a una grúa, el punto más alto de los alrededores. Al mismo tiempo son descubiertos por un dron, que utilizan para obtener indicaciones en el camino hacia la grúa.
Después de correr y escalar numerosos edificios, el dron finalmente pierde potencia, dejando a Yong-nam y Eui-joo en un callejón sin salida, ya que se dan cuenta de que ninguno de los edificios circundantes está lo suficientemente cerca como para llegar a la grúa. Cuando comienzan a desesperarse, numerosos drones comienzan a converger hacia su ubicación, y Yong-nam puede tender una cuerda a través de los edificios utilizando uno de ellos. Yong-nam y Eui-joo luego intentan balancearse, pero su peso combinado resulta demasiado para el dron, y los dos caen. Logran sobrevivir a la caída y llegar a la grúa, desde donde finalmente son rescatados por un helicóptero.
Ya al seguro, Yong-nam se reúne entre lágrimas con el resto de su familia. Se despide de Eui-joo pero acuerdan volver a verse en el futuro. Mientras se despiden, la lluvia comienza a descender, disipando el último gas blanco de la ciudad.

## Reparto

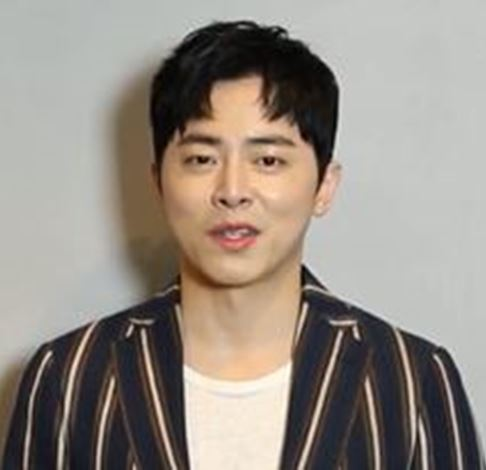
Jo Jung-suk, protagonista de Exit

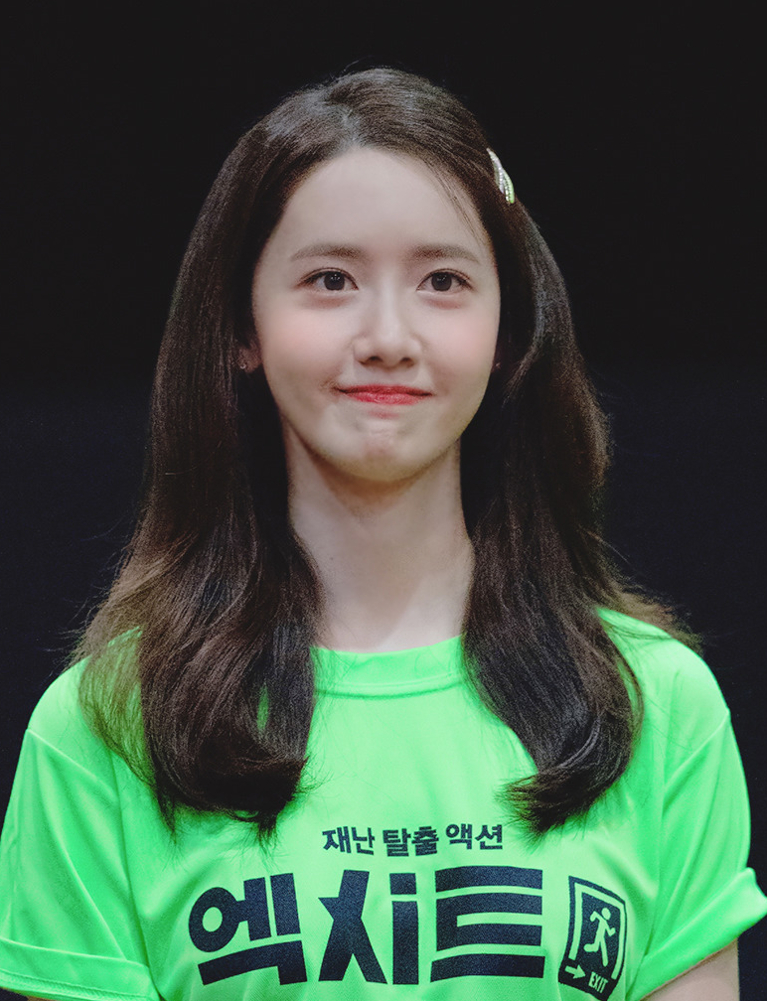
Im Yoon-ah, protagonista de Exit

### Principal
- Jo Jong-suk como Lee Yong-nam, un joven desempleado que vive con sus padres.
- Im Yoon-ah como Eui-joo, compañera de escalada de Yong-nam, que estuvo enamorado de ella en la universidad, y que ahora trabaja en Cloud Garden.

### Secundario
- Go Doo-shim como Hyeon-ok, madre de Yong-nam.
- Park In-hwan como Jang-soo, padre de Yong-nam.
- Kim Ji-young como Jung-hyun, la hermana mayor de Yong-nam.
- Kang Ki-young como el gerente Goo, gerente de Cloud Garden.
- Bae Yoo-ram como Yong-min, primo de Yong-nam.[7]
- Yoo Su-bin como Yong-soo, primo de Yong-nam.
- Shin Se-hwi como Yong-hye, prima de Yong-nam.[8][9]
- Kim Kang-hoon como Ji-ho, sobrino de Yong-nam e hijo de Jung-hyun.
- Lee Bong-ryun como tercera hermana mayor.[10]
- Oh Hee-joon como hermano mayor.[11][12]

### Aparición especial
- Jang Hyuk Jin

## Producción
El rodaje comenzó el 4 de agosto de 2018 y finalizó el 12 de diciembre.

## Estreno
Exit se estrenó en Corea del Sur el 31 de julio de 2019.
Fue seleccionada como la película de apertura del 4.º Festival de Cine de Asia Oriental de Londres, que se llevó a cabo del 24 de octubre al 3 de noviembre de 2019.

## Recepción

### Taquilla
Exit fue un éxito de taquilla. Pese a coincidir su estreno con el de The Divine Fury el 31 de julio, Exit fue la primera en taquilla, con un total de 409 026 entradas el día de apertura. Al día siguiente rompió el récord de la película más rápida en llegar al millón de espectadores, en solo esos dos días. Sin embargo, Exit fue solo la segunda película coreana en mantener el puesto número uno en la taquilla durante dos días consecutivos en 2019; Parasite fue la primera película en hacerlo.
Exit mantuvo un alto número de ventas de entradas en el transcurso de la semana, superando las marcas de dos millones y de tres millones de entradas respectivamente cuatro y seis días después de su estreno.
Durante las semanas sucesivas, Exit continuó su éxito de público y alcanzó la marca de nueve millones de espectadores 36 días después de su lanzamiento. Al final, Exit logró acumular un total de 9 425 294 billetes vendidos, convirtiéndose en la tercera película nacional más vista en Corea del Sur en 2019, y la sexta de todas las películas proyectadas en el país.
Exit recaudó un total mundial de 69 501 772 de dólares estadounidenses, de los cuales 67 380 750 solo en Corea del Sur.

### Crítica

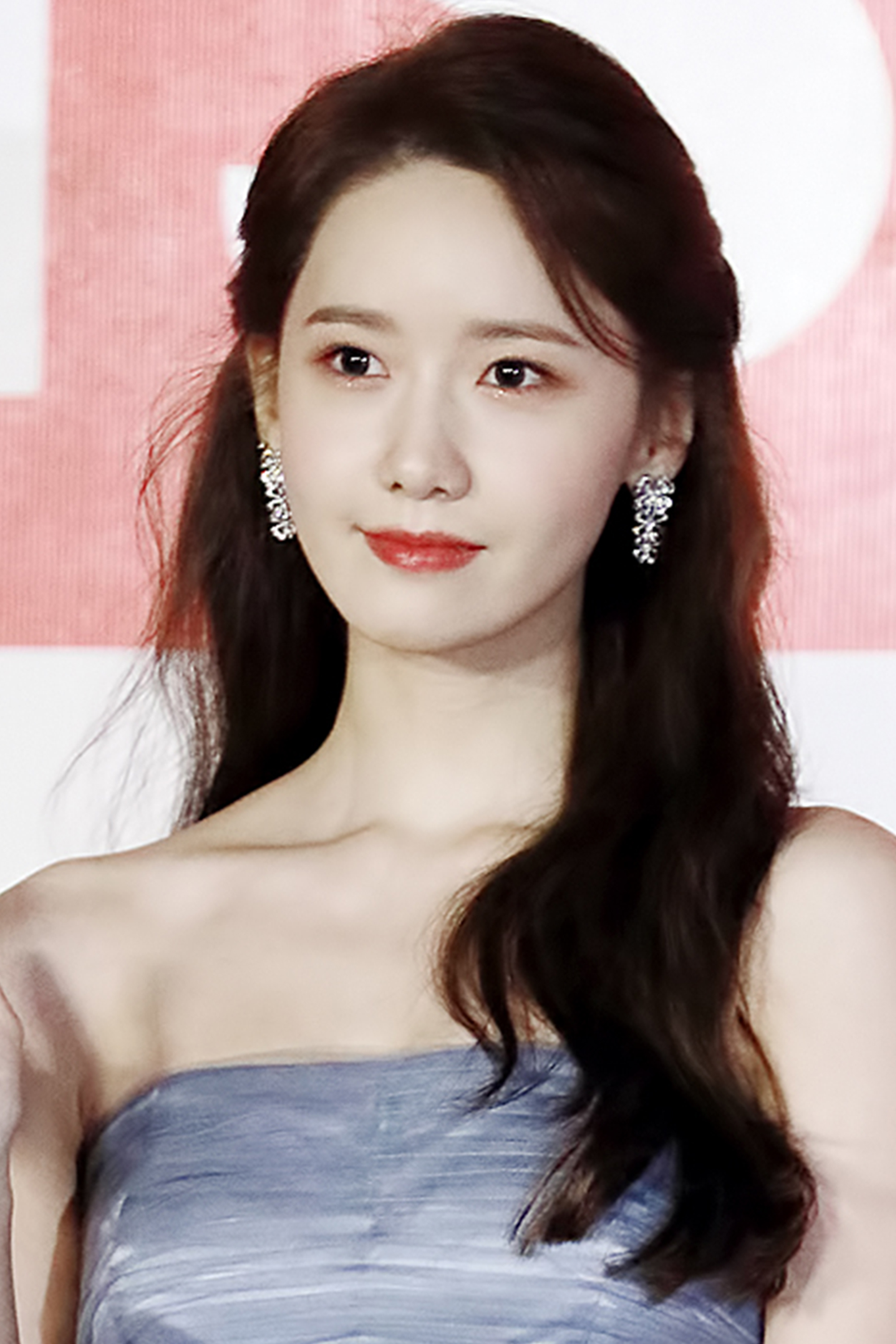
YoonA (Im Yoon-ah) en los Asia Artist Awards el 26 de noviembre de 2019

El agregador de reseñas Rotten Tomatoes recogió una calificación del 83% de aprobación, con un promedio de 6/10. Yoon Min-sik, de The Korean Herald, describió Exit como una «película divertida y llena de acción» en la que «por cada defecto, la película tenía muchos elementos más agradables», mostrando el potencial para convertirse en «el éxito de la taquilla de verano del año». Además, Exit fue elogiada por su incorporación de la comicidad, descrita como «una nueva generación de películas de desastres que nunca antes se había visto»  y «una película para ser disfrutada por todas las edades».
En contraste, Carlos Aguilar de Los Angeles Times escribió una reseña menos positiva, señalando la falta de originalidad de la historia en general, y calificándola de «producto trivial». Comentó que a pesar de «los obstáculos divertidos», Exit fue en última instancia «una producción de gran presupuesto simplemente digerible y, en última instancia, predecible».

## Premios y nominaciones
| Año  | Premio                                              | Categoría                                       | Candidato                        | Resultado | Ref.                 |
| ---- | --------------------------------------------------- | ----------------------------------------------- | -------------------------------- | --------- | -------------------- |
| 2019 | 40th Blue Dragon Film Awards                        | Mejor actor                                     | Jo Jung-suk                      | Nominado  | [ 29 ] [ 30 ] [ 31 ] |
| 2019 | 40th Blue Dragon Film Awards                        | Mejor actriz                                    | Im Yoon-ah                       | Nominada  | [ 29 ] [ 30 ] [ 31 ] |
| 2019 | 40th Blue Dragon Film Awards                        | Estrella popular                                | Im Yoon-ah                       | Ganadora  | [ 29 ] [ 30 ] [ 31 ] |
| 2019 | 40th Blue Dragon Film Awards                        | Mejor director novel                            | Lee Sang-geun                    | Ganador   | [ 29 ] [ 30 ] [ 31 ] |
| 2019 | 40th Blue Dragon Film Awards                        | Mejor película                                  | Exit                             | Nominada  | [ 29 ] [ 30 ] [ 31 ] |
| 2019 | 40th Blue Dragon Film Awards                        | Mejor fotografía/iluminación                    | Kim Il-yeon (C.G.K), Kim Min-jae | Nominada  | [ 29 ] [ 30 ] [ 31 ] |
| 2019 | 40th Blue Dragon Film Awards                        | Mejor montaje                                   | Lee Gang-hui                     | Nominada  | [ 29 ] [ 30 ] [ 31 ] |
| 2019 | 40th Blue Dragon Film Awards                        | Premio técnico                                  | Jin Yul-yun (dobles)             | Ganadora  | [ 29 ] [ 30 ] [ 31 ] |
| 2019 | 40th Blue Dragon Film Awards                        | Mejor música                                    | Yeon Ri-mok                      | Nominado  | [ 29 ] [ 30 ] [ 31 ] |
| 2019 | 28th Buil Film Awards                               | Actriz más popular                              | Im Yoon-ah                       | Ganadora  | [ 32 ] [ 33 ]        |
| 2019 | 28th Buil Film Awards                               | Mejor actor de reparto                          | Kang Ki-young                    | Nominado  | [ 34 ]               |
| 2019 | 28th Buil Film Awards                               | Mejor guion                                     | Lee Sang-geun                    | Nominado  | [ 34 ]               |
| 2019 | 39th Korean Association of Film Critics Awards      | Top 10 de la crítica                            | Exit                             | Ganadora  | [ 35 ]               |
| 2019 | 4th International Film Festival and Awards Macao    | Premio Asian Stars Up Next                      | Im Yoon-ah                       | Ganadora  | [ 36 ]               |
| 2019 | 4th Asia Artist Awards                              | Mejor artista, actriz (cine)                    | Im Yoon-ah                       | Ganadora  | [ 37 ]               |
| 2019 | 20th Women in Film Korea Festival                   | Mejor actriz revelación                         | Im Yoon-ah                       | Ganadora  | [ 38 ]               |
| 2020 | 25th Chunsa Film Art Awards                         | Mejor director novel                            | Lee Sang-geun                    | Nominado  | [ 39 ]               |
| 2020 | 25th Chunsa Film Art Awards                         | Mejor actor                                     | Jo Jung-suk                      | Nominado  | [ 39 ]               |
| 2020 | 25th Chunsa Film Art Awards                         | Mejor actriz                                    | Im Yoon-ah                       | Nominada  | [ 39 ]               |
| 2020 | 25th Chunsa Film Art Awards                         | Mejor actriz de reparto                         | Go Doo-shim                      | Nominada  | [ 39 ]               |
| 2020 | 25th Chunsa Film Art Awards                         | Mejor guion                                     | Lee Sang-geun                    | Ganador   | [ 39 ]               |
| 2020 | 56th Grand Bell Awards                              | Mejor director novel                            | Lee Sang-geun                    | Nominado  | [ 40 ] [ 41 ]        |
| 2020 | 56th Grand Bell Awards                              | Mejor montaje                                   | Lee Gang-hui                     | Ganadora  | [ 40 ] [ 41 ]        |
| 2020 | 56th Grand Bell Awards                              | Mejor planificación                             | Baek Hyeon-ik                    | Nominada  | [ 40 ] [ 41 ]        |
| 2020 | 56th Grand Bell Awards                              | Premio técnico                                  | Jin Yul-yun (dobles)             | Nominada  | [ 40 ] [ 41 ]        |
| 2020 | 56th Grand Bell Awards                              | Premio técnico                                  | Jung Do-ahn (efectos visuales)   | Nominada  | [ 40 ] [ 41 ]        |
| 2020 | 56th Baeksang Arts Awards                           | Mejor película                                  | Exit                             | Nominada  | [ 42 ] [ 43 ]        |
| 2020 | 56th Baeksang Arts Awards                           | Mejor director novel                            | Lee Sang-geun                    | Nominado  | [ 42 ] [ 43 ]        |
| 2020 | 56th Baeksang Arts Awards                           | Mejor actor                                     | Jo Jung-suk                      | Nominado  | [ 42 ] [ 43 ]        |
| 2020 | 56th Baeksang Arts Awards                           | Mejor guion                                     | Lee Sang-geun                    | Ganador   | [ 42 ] [ 43 ]        |
| 2020 | 56th Baeksang Arts Awards                           | Premio técnico                                  | Exit                             | Nominada  | [ 42 ] [ 43 ]        |
| 2020 | 22nd Far East Film Festival                         | Premio White Mulberry como mejor filme de debut | Exit                             | Ganadora  | [ 44 ]               |
| 2021 | Golden Cinema Film Festival                         | Premio a la popularidad                         | Im Yoon-ah                       | Ganadora  | [ 45 ]               |
| 2021 | Asan Chungmugong International Action Film Festival | Mejor actriz                                    | Im Yoon-ah                       | Ganadora  | [ 46 ] [ 47 ]        |